# Trichocera sapporensis
Trichocera sapporensis är en tvåvingeart som beskrevs av Alexander 1935. Trichocera sapporensis ingår i släktet Trichocera och familjen vintermyggor. Inga underarter finns listade i Catalogue of Life.